# Лонгваль-Барбонваль
Лонгва́ль-Барбонва́ль (фр. Longueval-Barbonval) — коммуна во Франции, находится в регионе Пикардия. Департамент коммуны — Эна. Входит в состав кантона Фер-ан-Тарденуа. Округ коммуны — Суасон.
Код INSEE коммуны — 02439.

## Население
Население коммуны на 2010 год составляло 485 человек.
| 1962 | 1968 | 1975 | 1982 | 1990 | 1999 | 2010 |
| ---- | ---- | ---- | ---- | ---- | ---- | ---- |
| 287  | 318  | 310  | 343  | 358  | 406  | 485  |

## Экономика
В 2010 году среди 317 человек трудоспособного возраста (15—64 лет) 245 были экономически активными, 72 — неактивными (показатель активности — 77,3 %, в 1999 году было 67,3 %). Из 245 активных жителей работали 211 человек (124 мужчины и 87 женщин), безработных было 34 (15 мужчин и 19 женщин). Среди 72 неактивных 17 человек были учениками или студентами, 24 — пенсионерами, 31 были неактивными по другим причинам.